# Brenda Castillo
Brenda Castillo (San Cristóbal, 5 giugno 1992) è una pallavolista dominicana, libero della Savino Del Bene.

## Carriera

### Club
La carriera di Brenda Castillo inizia nel 2007, tra le file della formazione provinciale di San Cristóbal, dove gioca per tre stagioni fino al 2010, quando va a giocare nel Mirador. Nella stagione 2011 va a giocare per la prima volta all'estero, ingaggiata dalle Criollas de Caguas, con le quali vince la Liga de Voleibol Superior Femenino.
Nella stagione 2012-13 viene ingaggiata dal Rabitə Baku, club della Superliqa azera col quale si aggiudica lo scudetto, venendo anche premiata come miglior libero del torneo. Nella stagione successiva vince nuovamente lo scudetto, ricevendo un altro premio di miglior libero del campionato, oltre all'altro premio di miglior libero ricevuto in Champions League. Al termine del campionato 2014-15 conquista il suo terzo scudetto consecutivo, trasferendosi nel campionato seguente in un'altra formazione azera, la Lokomotiv Baku.
Nell'annata 2016-17 emigra in Brasile, ingaggiata dal Bauru, rientrando successivamente in patria per partecipare alla prima edizione della Liga de Voleibol Superior con il Cristo Rey, raggiungendo la finale scudetto e venendo insignita dei premi come miglior ricevitrice, miglior difesa e miglior libero. Nel campionato 2020-21 torna a giocare per il Bauru, mentre nel campionato seguente approda nella Serie A1 italiana, dove difende i colori della Savino Del Bene, con cui vince una Challenge Cup e una Coppa CEV.
Dopo un biennio in Toscana, nella stagione 2023-24 si trasferisce alla Pro Victoria: tuttavia già nell'annata successiva fa ritorno alla Savino Del Bene, sempre nella massima divisione italiana.

### Nazionale
Nel 2007 fa il suo esordio in nazionale, vincendo due medaglie di bronzo alla Coppa panamericana ed al campionato nordamericano. L'anno seguente è impegnata sia con la nazionale maggiore, con cui vince la medaglia d'oro alla Coppa panamericana e la medaglia d'argento alla Final Four Cup, che con la nazionale under 20, con cui vince la medaglia d'argento al campionato nordamericano, in cui riceve ben quattro premi individuali, tra i quali quello di Most Valuable Player.
Nel 2009 si alterna nuovamente tra le due nazionali: con la nazionale under 20 è finalista al campionato mondiale under 20, ricevendo nuovamente quattro premi individuali, tra i quali quello di Most Valuable Player; con la maggiore vince la medaglia d'argento alla Coppa panamericana, il bronzo alla Final Four Cup, dove riceve diversi premi, e vince il campionato nordamericano, che le permette di partecipare alla Grand Champions Cup, dove vince la medaglia di bronzo. Un anno dopo conquista tre medaglie d'oro con la nazionale maggiore: alla Coppa panamericana, ai XXI Giochi centramericani e caraibici e alla Final Four Cup; mentre con la selezione under 20 è finalista al campionato nordamericano.
Nel corso dell'estate del 2011 è finalista alla Coppa panamericana, mentre un anno dopo si aggiudica la prima edizione della Coppa panamericana under 23, dove viene premiata come miglior difesa, e partecipa ai Giochi della XXX Olimpiade, classificandosi al quinto posto. Nel 2013, dopo aver disputato il Montreux Volley Masters, viene sospesa per un anno dalla nazionale per motivi disciplinari, tuttavia dopo solo un mese ritorna in gruppo, vincendo la medaglia d'argento al campionato nordamericano e, con la nazionale under 23, al campionato mondiale.
Continua a collezionare medaglie con la sua nazionale, vincendo l'oro alla Coppa panamericana 2014 e ai XXII Giochi centramericani e caraibici e ricevendo in entrambe le competizioni tutti i riconoscimenti individuali possibili per una giocatrice del suo ruolo, tra i quali il premio di MVP. In seguito conquista la medaglia d'oro alla NORCECA Champions Cup 2015, dove viene premiato come miglior difesa, quella d'argento alla Coppa panamericana 2015, ricevendo anche i premi di miglior ricevitrice, miglior difesa e miglior libero del torneo, per poi aggiudicarsi la medaglia di bronzo ai XVII Giochi panamericani e quella d'argento al campionato nordamericano 2015.
Con la nazionale vince la medaglia d'oro alla Coppa panamericana 2016, seguita da due argenti nel medesimo torneo nel 2017 e nel 2018 e dall'oro ai XIII Giochi centramericani e caraibici. Dopo un periodo di inattività a livello di club per maternità, rientra in nazionale ai XVIII Giochi panamericani, dove conquista l'oro, prima di essere costretta a un nuovo stop, a causa di un incidente d'auto nel quale si procura una frattura del braccio sinistro.
Nel 2021, dopo aver partecipato ai Giochi della XXXII Olimpiade, si aggiudica l'oro alla NORCECA Final Six, dove viene insignita dei primi come miglior difesa, miglior ricevitrice e miglior libero. Un anno più tardi conquista ancora un due ori, rispettivamente alla Coppa panamericana, premiata anche in questo caso come miglior difesa, miglior ricevitrice e miglior libero, e poi alla NORCECA Final Six. Nel 2023 vince l'oro ai XXIV Giochi centramericani e caraibici, dove viene premiata come miglior ricevitrice, e al campionato nordamericano: anche in questo caso riceve premi individuali come migliore giocatrice, miglior difesa e miglior libero; mette poi al collo ancora un oro ai XIX Giochi panamericani.
Inizia il seguente ciclo olimpico con la vittoria dell'oro alla Coppa panamericana 2025.

## Palmarès

### Club
- Campionato portoricano: 1

2011
- Campionato azero: 3

2012-13, 2013-14, 2014-15
- Coppa CEV: 1

2022-23
- Challenge Cup: 1

2021-22

### Nazionale (competizioni minori)
- Coppa panamericana 2007
- Coppa panamericana 2008
- Campionato nordamericano under 20 2008
- Final Four Cup 2008
- Coppa panamericana 2009
- Campionato mondiale under 20 2009
- Final Four Cup 2009
- Coppa panamericana 2010
- Campionato nordamericano under 20 2010
- Giochi centramericani e caraibici 2010
- Final Four Cup 2010
- Coppa panamericana 2011
- Coppa panamericana under 23 2012
- Montreux Volley Masters 2013
- Campionato mondiale under 23 2013
- Coppa panamericana 2014
- Giochi centramericani e caraibici 2014
- NORCECA Champions Cup 2015
- Coppa panamericana 2015
- Giochi panamericani 2015
- Coppa panamericana 2016
- Coppa panamericana 2017
- Coppa panamericana 2018
- Giochi centramericani e caraibici 2018
- Giochi panamericani 2019
- NORCECA Final Six 2021
- Coppa panamericana 2022
- NORCECA Final Six 2022
- Giochi centramericani e caraibici 2023
- Giochi panamericani 2023
- Coppa panamericana 2025

### Premi individuali
- 2008 - Coppa panamericana: Rising star
- 2008 - Liga dominicana: Miglior ricevitrice
- 2008 - Liga dominicana: Miglior difesa
- 2008 - Campionato nordamericano under 20: Miglior ricevitrice
- 2008 - Campionato nordamericano under 20: Miglior difesa
- 2008 - Campionato nordamericano under 20: Miglior libero
- 2008 - Campionato nordamericano under 20: MVP
- 2008 - Final Four Cup: Rising star
- 2009 - Campionato mondiale under 20: MVP
- 2009 - Campionato mondiale under 20: Miglior ricevitrice
- 2009 - Campionato mondiale under 20: Miglior difesa
- 2009 - Campionato mondiale under 20: Miglior libero
- 2009 - Final Four Cup: Miglior ricevitrice
- 2009 - Final Four Cup: Miglior difesa
- 2009 - Final Four Cup: Miglior libero
- 2009 - Campionato nordamericano: Miglior ricevitrice
- 2009 - Campionato nordamericano: Miglior difesa
- 2009 - Campionato nordamericano: Miglior libero
- 2010 - Qualificazioni nordamericane al campionato mondiale 2010: MVP
- 2010 - Qualificazioni nordamericane al campionato mondiale 2010: Miglior ricevitrice
- 2010 - Qualificazioni nordamericane al campionato mondiale 2010: Miglior difesa
- 2010 - Qualificazioni nordamericane al campionato mondiale 2010: Miglior libero
- 2010 - Coppa panamericana: Miglior ricevitrice
- 2010 - Coppa panamericana: Miglior difesa
- 2010 - Coppa panamericana: Miglior libero
- 2010 - Campionato nordamericano under 20: Miglior ricevitrice
- 2010 - Campionato nordamericano under 20: Miglior difesa
- 2010 - Campionato nordamericano under 20: Miglior libero
- 2010 - Final Four Cup: Miglior difesa
- 2010 - Final Four Cup: Miglior libero
- 2010 - Coppa del Mondo per club: Miglior libero
- 2011 - Liga de Voleibol Superior Femenino: Miglior difesa
- 2011 - Liga de Voleibol Superior Femenino: Miglior libero
- 2011 - Coppa panamericana: Miglior difesa
- 2011 - Coppa panamericana: Miglior libero
- 2011 - Campionato nordamericano: Miglior ricevitrice
- 2011 - Campionato nordamericano: Miglior difesa
- 2011 - Campionato nordamericano: Miglior libero
- 2011 - XVI Giochi panamericani: Miglior ricevitrice
- 2011 - XVI Giochi panamericani: Miglior difesa
- 2011 - XVI Giochi panamericani: Miglior libero
- 2012 - Qualificazioni nordamericane ai Giochi della XXX Olimpiade: Miglior ricevitrice
- 2012 - Qualificazioni nordamericane ai Giochi della XXX Olimpiade: Miglior libero
- 2012 - Coppa panamericana: Miglior ricevitrice
- 2012 - Coppa panamericana: Miglior difesa
- 2012 - Coppa panamericana: Miglior libero
- 2012 - Coppa panamericana under 23: Miglior difesa
- 2012 - Giochi della XXX Olimpiade: Miglior libero
- 2013 - Superliqa: Miglior libero
- 2013 - Campionato nordamericano: Miglior difesa
- 2013 - Campionato mondiale under 23: Miglior libero
- 2014 - Champions League: Miglior libero
- 2014 - Superliqa: Miglior libero
- 2014 - Coppa panamericana: MVP
- 2014 - Coppa panamericana: Miglior ricevitrice
- 2014 - Coppa panamericana: Miglior difesa
- 2014 - Coppa panamericana: Miglior libero
- 2014 - XXII Giochi centramericani e caraibici: Miglior ricevitrice
- 2014 - XXII Giochi centramericani e caraibici: Miglior difesa
- 2014 - XXII Giochi centramericani e caraibici: Miglior libero
- 2014 - XXII Giochi centramericani e caraibici: MVP
- 2015 - NORCECA Champions Cup: Miglior difesa
- 2015 - Coppa panamericana: Miglior ricevitrice
- 2015 - Coppa panamericana: Miglior difesa
- 2015 - Coppa panamericana: Miglior libero
- 2015 - Coppa del Mondo: Miglior libero
- 2015 - Campionato nordamericano: Miglior libero
- 2015 - Campionato nordamericano: Miglior difesa
- 2016 - Superliqa: Miglior difesa
- 2016 - Qualificazioni ai Giochi della XXXI Olimpiade: Miglior difesa
- 2016 - Coppa panamericana: Miglior ricevitrice
- 2016 - Coppa panamericana: Miglior difesa
- 2016 - Coppa panamericana: Miglior libero
- 2017 - Coppa panamericana: Miglior difesa
- 2018 - Liga de Voleibol Superior: Miglior ricevitrice
- 2018 - Liga de Voleibol Superior: Miglior difesa
- 2018 - Liga de Voleibol Superior: Miglior libero
- 2018 - Coppa panamericana: Miglior ricevitrice
- 2018 - Coppa panamericana: Miglior difesa
- 2018 - Coppa panamericana: Miglior libero
- 2018 - Giochi centramericani e caraibici: Miglior difesa
- 2018 - Giochi centramericani e caraibici: Miglior libero
- 2020 - Qualificazioni nordamericane ai Giochi della XXXII Olimpiade: Miglior ricevitrice
- 2020 - Qualificazioni nordamericane ai Giochi della XXXII Olimpiade: Miglior difesa
- 2021 - NORCECA Final Six: Miglior difesa
- 2021 - NORCECA Final Six: Miglior ricevitrice
- 2021 - NORCECA Final Six: Miglior libero
- 2022 - Coppa panamericana: Miglior ricevitrice
- 2022 - Coppa panamericana: Miglior difesa
- 2022 - Coppa panamericana: Miglior libero
- 2023 - XXIV Giochi centramericani e caraibici: Miglior ricevitrice
- 2023 - Campionato nordamericano: MVP
- 2023 - Campionato nordamericano: Miglior difesa
- 2023 - Campionato nordamericano: Miglior libero